# بازسازی بوم‌شناختی

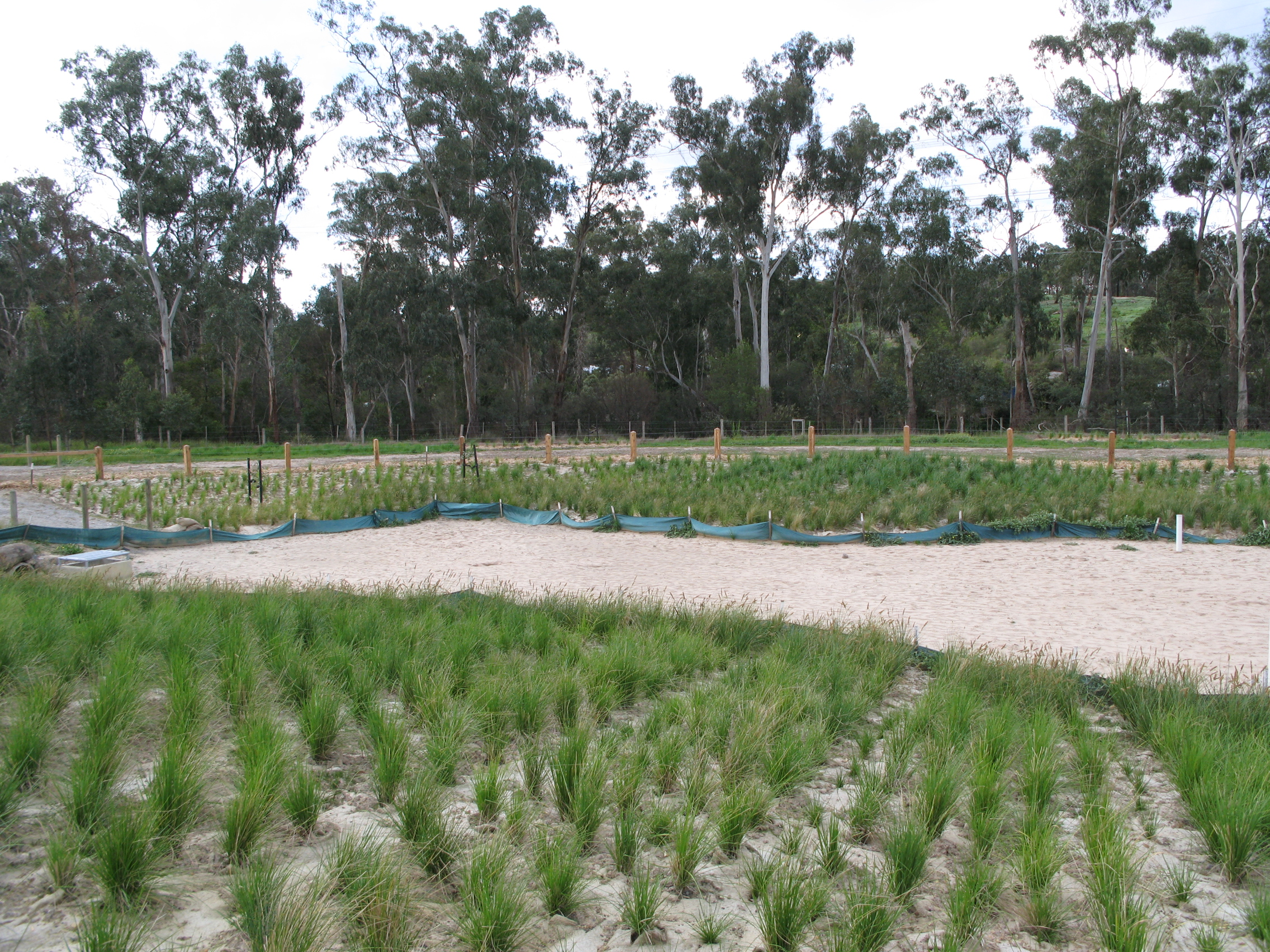
بازسازی تالاب تازه ساخته‌شده در استرالیا در مکانی که در گذشته برای کشاورزی استفاده می‌شد.

بازسازی بوم‌شناختی (به انگلیسی: Ecological restoration) یا بازسازی بوم‌سازگانی (به انگلیسی: Ecosystem restoration) عبارت است از نوسازی و بازسازی بوم‌سازگان‌ها و زیستگاه‌های دگرگون‌شده، آسیب‌دیده یا تخریب‌شده در محیط با دخالت فعال انسان. بازسازی مؤثر نیازمند یک هدف یا روش صریح است، ترجیحاً یک هدف بدون ابهام که بیان‌شده، پذیرفته‌شده و تدوین‌شده باشد. هدف‌های بازسازی منعکس‌کننده انتخاب‌های اجتماعی از میان اولویت‌های سیاستی است که رقیب یکدیگر هستند، اما استخراج چنین هدف‌هایی معمولاً بحث‌برانگیز و از نظر سیاسی چالش‌برانگیز است.

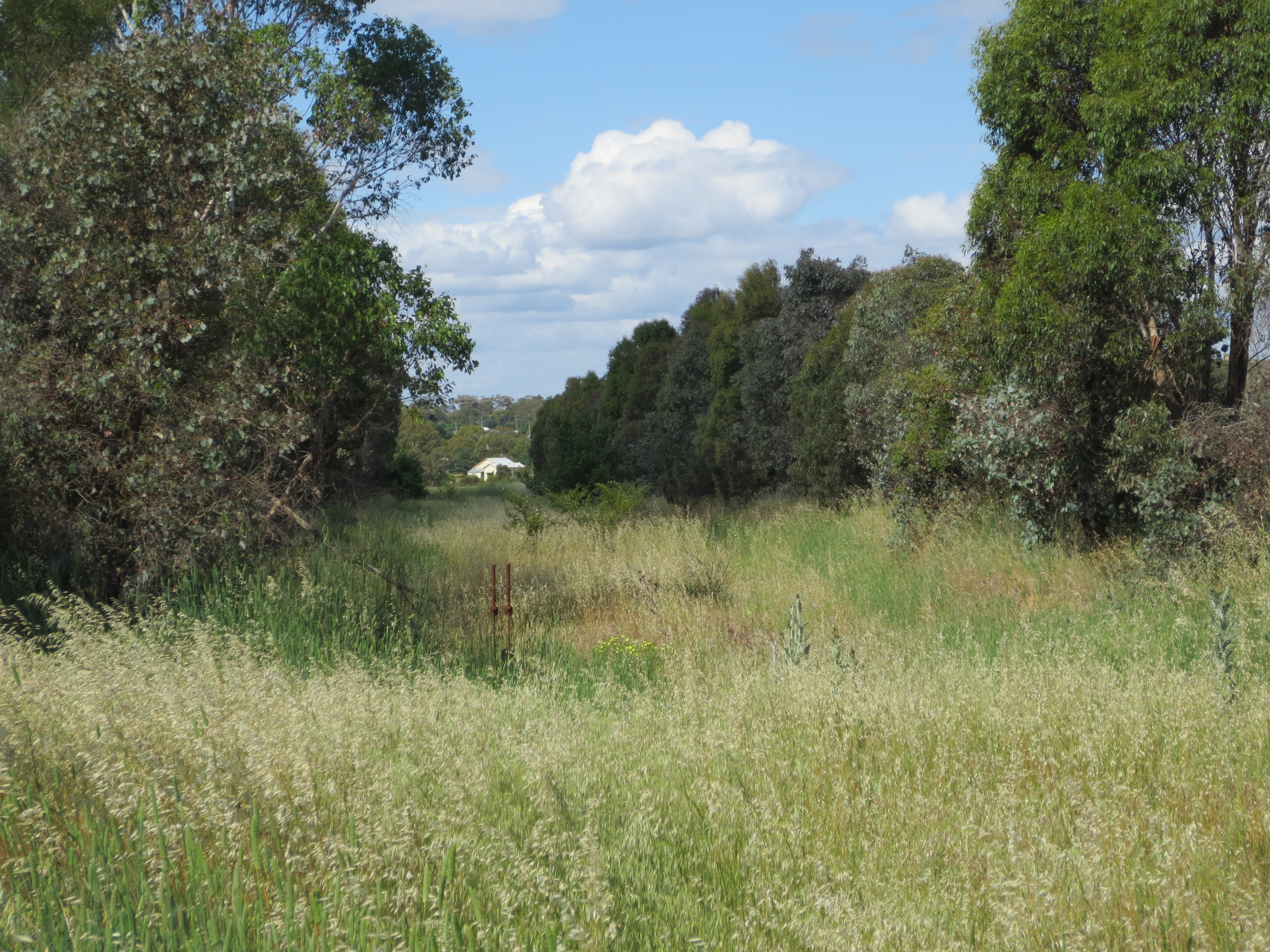
بازسازی بوم‌سازگان برای طوطی والا در یک خط ریلی متروکه در استرالیا

### دلایل بنیادی
دلایل زیادی برای بازسازی اکوسیستم‌ها وجود دارد. برخی عبارتند از:
- بازسازی سرمایه‌های طبیعی مانند آب آشامیدنی یا جمعیت حیات وحش
- کمک به جوامع انسانی و اکوسیستم‌هایی که به آنها وابسته هستند تا با تأثیر تغییرهای آب و هوایی سازگار شوند (از طریق سازگاری مبتنی بر اکوسیستم)
- کاهش گرمایش (به عنوان مثال از طریق ترسیب کربن)[۲]
- کمک به گونه‌های در حال انقراض یا در خطر انقراض[۳]
- دلایل زیبایی‌شناختی[۴]
- دلایل اخلاقی: مداخله انسان به‌طور غیرطبیعی بسیاری از زیستگاه‌ها را از بین برده‌است و وظیفه ذاتی برای بازسازی این زیستگاه‌های تخریب‌شده وجود دارد.
- استفاده/برداشت تنظیم‌شده، به ویژه برای زندگی روزمره[۵]
- ارتباط فرهنگی اکوسیستم‌های بومی با مردم بومی[۵]
- بهداشت محیطی جمعیت‌های پیرامون[۶]